# Finn Laudrup
Finn Laudrup (ur. 31 lipca 1945 we Frederiksbergu) – duński piłkarz występujący na pozycji napastnika. Ojciec Michaela i Briana.
Grał w klubach duńskich oraz w austriackim Wiener SC. Debiutował w Wiener SC w 1962. W ojczyźnie grał także w Brønshøj BK, Brøndby IF i Kjøbenhavns Boldklub. W Brøndby pełnił także funkcję szkoleniowca. W reprezentacja Danii debiutował 24 maja 1967 w spotkaniu z Węgrami, ostatni raz wystąpił dwanaście lat później. Łącznie rozegrał 19 meczów (6 goli).